# Trójpłatnik perski
Trójpłatnik perski (Triaenops persicus) – gatunek ssaka z rodziny rogonosowatych (Rhinonycteridae).

## Taksonomia
Gatunek po raz pierwszy zgodnie z zasadami nazewnictwa binominalnego opisał w 1871 roku irlandzki zoolog George Edward Dobson nadając mu nazwę Triaenops persicus. Holotyp pochodził z pobliża Szirazu, na wysokości około 4750 ft (1448 m), w Iranie.
Podgatunek macdonaldi ze Zjednoczonych Emiratów Arabskich został opisany na podstawie koloru sierści; jednak ważność cech oddzielających ten takson została uznana za wątpliwą, a nazwa ta jest powszechnie uważana za młodszy synonim T. persicus. Populacje w południowo-zachodniej Arabii przypisano do podgatunku afrykańskiego afer, ale opinia ta została odrzucona, a populacje są uważane za część T. persicus. Autorzy Illustrated Checklist of the Mammals of the World uznają ten gatunek za monotypowy.

### Etymologia
- Triaenops: gr. τρίαινα tríaina „trójząb”; ωψ ōps, ωπος ōpos „twarz, wygląd”[9].
- persicus: łac. Persicus „perski”, od Persia „Persja/Iran”[10].

## Zasięg występowania
Trójpłatnik perski występuje w wąskim pasie wzdłuż zachodniego i południowego wybrzeża Jemenu, południowo-zachodniego i północno-wschodniego Omanu, wschodnich Zjednoczonych Emiratów Arabskich, południowego Iranu i południowego Pakistanu.

## Morfologia
Długość ciała (bez ogona) 56–72 mm, długość ogona 27–38 mm, długość ucha 13,6–17,4 mm, długość tylnej stopy 8–11 mm, długość przedramienia 48–58 mm; masa ciała 6–18 g.

## Ekologia

### Tryb życia
Występuje na suchych równinach i półpustyniach. Nietoperz ten, podobnie jak trzy pozostałe gatunki tego rodzaju trójpłatnik perski, różni się od pozostałych przedstawicieli swojej rodziny kształtem narośli skórnych otaczających jego nos. W ciągu dnia śpi w podziemnych szczelinach i chodnikach. Na poszukiwanie pożywienia udaje się zanim zapadną zupełne ciemności. Wówczas szybko i dość nisko lata nad ziemią. Jego właściwe tereny łowieckie znajdują się jednak wysoko w koronach drzew, wśród których łowi drobne owady.

### Rozmnażanie
Trójpłatnik perski rozmnaża się od grudnia do maja, a rodzenie młodych uzależnione jest od pory deszczowej. Rodzi się zawsze 1 młode. Matka pozostawia je w miejscu nocowania, gdy sama udaje się na polowanie.